# Časlav Klonimirović
Časlav Klonimirović o Časlav di Serbia (in serbo Часлав?; in greco bizantino Τζεέσθλαβος, Tzeésthlabos) (Preslav, tra l'890 e l'896 – Rive del Sava, 960 circa) fu l'ultimo sovrano serbo della dinastia dei Vlastimirović e principe di Serbia dal 927 circa fino alla sua morte.
Figlio del principe Clonimiro, sua madre era una nobildonna bulgara scelta come moglie per suo marito da Boris I di Bulgaria in persona. Durante la sua parentesi al potere, espanse significativamente il Principato serbo quando riuscì a unire diverse tribù slave, circostanza che gli permise di esercitare la sua autorità su una regione che comprendeva le coste del Mar Adriatico, le rive del Sava e, in parte, il bacino della Morava. Quando invase la Bosnia, respinse con successo i Magiari, che avevano attraversato i Carpazi e devastato l'Europa centrale tentando di insediarsi nella pianura pannonica. Časlav è ritenuto assieme a Vlastimiro, che regnò nella prima metà del IX secolo, uno tra i più importanti sovrani della Serbia medievale.

## Contesto storico
Dopo la morte del principe Vlastimiro, la Serbia venne governata da una sorta di triumvirato composto dai figli del sovrano defunto, ovvero Mutimiro, Goinico e Stroimiro, malgrado il primo, in quanto maggiore per età, detenne nella sostanza un potere più ampio.
Per ragioni ignote, in seguito insorse un conflitto interno che portò Mutimiro a bandire i due fratelli minori, i quali chiesero asilo corte bulgara. Secondo alcuni studiosi, il motivo della faida andrebbe ricercato in un tradimento. Mutimiro, dal canto suo, costrinse Petar, figlio di Goinico, a rimanere alla corte della Serbia per ragioni politiche. Ciononostante, Petar riuscì comunque a fuggire dopo poco tempo in Croazia da Branimiro.
Dopo la morte di Mutimiro, avvenuta nell'890 o 891, il dominio della Serbia fu ereditato dai suoi tre figli, Pribislavo, Bran e Stefano (chiamati i Mutimirović); anche in questo triumvirato il ruolo maggiormente di spicco fu riservato al primogenito, ovvero a Pribislavo. Tuttavia, la parentesi al potere di quest'ultimo durò meno di un anno, poiché suo cugino Petar tornò in Serbia dalla Croazia e prevalse in battaglia contro Pribislavo. Petar acquisì così il trono serbo nell'892 circa. In seguito, i tre figli di Mutimiro decisero di lasciare la Serbia alla volta della Croazia, dove cercarono rifugio e aiuto per la loro causa. Nell'894 circa, Bran cercò di spodestare Petar con l'aiuto dei croati, ma non ebbe successo, finendo catturato e accecato.
Frattanto, in quella fase storica delle guerre bizantino-bulgare l'Impero bulgaro sembrava essersi nettamente imposto come la potenza principale del sud-est europeo. I bulgari avevano vinto una serie di battaglie sfruttando il momento giusto a scapito del loro rivale principale, l'Impero bizantino, impegnato a combattere gli arabi nella lontana Anatolia.

## Biografia

### Primi anni
Časlav nacque tra l'890 e l'896 a Preslav, capitale dell'Impero bulgaro, crescendo alla corte di Simeone I il Grande. Suo padre era Clonimiro, della dinastia dei Vlastimirović, mentre sua madre una nobildonna bulgara che fu scelta dal sovrano Boris I in persona.
Nel 924, Časlav fu inviato in Serbia alla testa di un grande esercito bulgaro. L'esercito devastò buona parte della Serbia, costringendo Zaharija Pribislavljević, all'epoca principe di Serbia, a fuggire in Croazia. Simeone convocò tutti i duchi serbi e gli chiese di rendere omaggio al loro nuovo principe, ma, anziché officiare una cerimonia di insediamento di Časlav, rese prigioniera l'intera nobiltà serba e ne annesse il territorio. In quel momento, la Bulgaria espanse notevolmente i suoi confini, raggiungendo i confini del suo alleato Michele di Zaclumia e della Croazia, dove Zaharija era stato esiliato. La Croazia dell'epoca era peraltro comandata da uno sovrani più potenti della sua storia, tale Tomislao.

### Regno

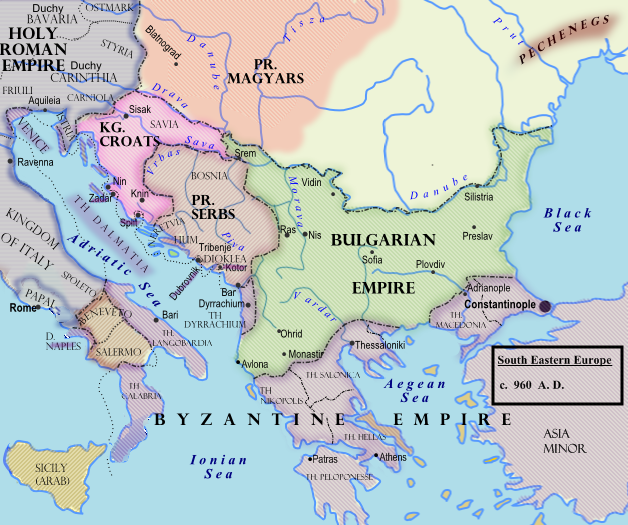
L'Europa centrale e sud-orientale nel 950 circa

Il dominio bulgaro (923-927) non si dimostrò popolare e molti serbi preferirono lasciare la propria terra per recarsi in Croazia o a Bisanzio. Dopo la morte di Simeone, avvenuta nel 927, Časlav e quattro suoi compagni giunsero in gran segreto in Serbia. Časlav seppe ingraziarsi il suo popolo e riuscì a liberarsi dal rapporto di sottomissione con i bulgari (i dettagli di come ciò avvenne restano ignoti), evento che spinse molti esuli a fare rapidamente ritorno. Egli si sottomise immediatamente e formalmente alla sovranità dell'imperatore bizantino Romano I Lecapeno, ottenendo sostegno finanziario e diplomatico per le sue politiche. Časlav mantenne stretti legami con Costantinopoli per tutta la durata del suo regno. L'influenza bizantina, da un punto di vista ecclesiastico in particolare, aumentò notevolmente in Serbia, così come ci furono degli influssi provenienti dalla Bulgaria. Questi scambi si rivelarono il motivo per cui, durante il futuro Grande Scisma del 1054, i serbi scelsero di aderire alla Chiesa ortodossa piuttosto che a quella cattolica. Molti studiosi ritengono che i serbi, trovandosi in una regione a cavallo tra la giurisdizione romana e ortodossa, avrebbero avuto valide ragioni per aderire a una piuttosto che all'altra confessione, ma le informazioni conosciute sono troppo poche per comprendere cosa motivò la scelta.
Časlav si dimostrò un generale capace, in quanto estese la Serbia incorporando la Travunia e parti della Bosnia. Egli si impadronì altresì delle terre precedentemente possedute da Michele di Zaclumia, il quale scompare da qualsiasi fonte nel 925. Tuttavia, quest'ultimo avrebbe governato, secondo lo storico John Fine, fino al 940 circa, se non poco oltre. Nonostante siano note alcune delle conquiste compiute dal sovrano servo, non è comunque possibile ricostruire con certezza i confini dello Stato amministrato da Časlav.

### Guerra con i magiari e morte

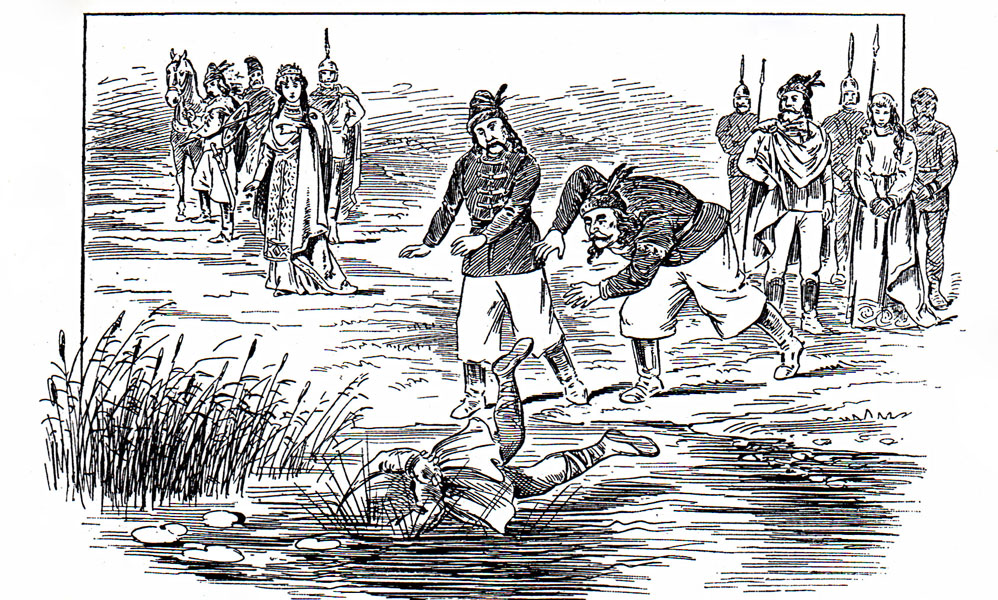
Esecuzione di Časlav

Gli ungari (o magiari) avevano completato la conquista del bacino dei Carpazi nell'895. L'imperatore Leone VI il Saggio li aveva ingaggiati pagandoli profumatamente per attaccare i bulgari nell'894, durante le guerre bizantino-bulgare. Negli anni successivi, i magiari si concentrarono principalmente sulle terre a ovest del loro principato, nel tentativo di ampliare i loro domini. Nel 934 e nel 943 i magiari eseguirono delle incursioni nei Balcani, spingendosi fino al cuore della Tracia bizantina.
Secondo il De administrando imperio di Costantino VII Porfirogenito, i magiari, guidati dal loro capotribù Kisa, invasero la Bosnia e Časlav si precipitò ad affrontarli sulle rive del fiume Drina. I magiari furono sconfitti in modo decisivo e Kisa fu ucciso dal "voivoda" di Časlav, Ticomiro di Rascia. In segno di gratitudine, Časlav concesse in sposa sua figlia a Ticomiro. La vedova di Kisa chiese ai capi magiari di allestire un esercito affinché fosse vendicata la morte di suo marito. Alla testa di un «numero imprecisato» di truppe, la vedova partì assieme all'esercito e i soldati furono in grado di cogliere di sorpresa Časlav a Sirmia. Durante la notte, i magiari attaccarono i serbi e catturarono Časlav e tutti i suoi parenti maschi. Su desiderio della vedova, tutti furono legati per mani e piedi e gettati nel fiume Sava. Quanto riferito accadde intorno al 960 o poco dopo; occorre tenere comunque presente che il De administrando imperio non riferisce di questo avvenimento.

## Eventi successivi

Mappa del thema di Sirmio all'interno dell'Impero bizantino nel 1045

Dopo la morte di Časlav il regno si sgretolò, i nobili locali ripristinarono il proprio controllo su ogni provincia e, secondo il De administrando imperio, il genero del sovrano defunto Ticomiro governò soltanto la Rascia. Anche la Bosnia emerse come entità autonoma dopo la morte di Časlav.
Una porzione della Serbia fu accorpata a tutti gli effetti nell'Impero bizantino e amministrativamente inclusa nel Catepanato di Ras, esistito tra il 971 e il 976 e durante il regno di Giovanni Zimisce (r. 969-976). La principale testimonianza relativa all'esistenza stessa del catepanato e al suo funzionamento è un sigillo dello stratego di Ras, risalente all'epoca dell'imperatore Giovanni. Il sigillo apparteneva a un «protospatario e catepano di Ras» di nome Giovanni, l'unico titolare noto della carica. Il catepanato ebbe vita breve, come il resto delle istituzioni bizantine nelle terre bulgare e serbe. Dopo la morte dell'imperatore Giovanni (976), la restaurazione del Primo Impero bulgaro ad opera della dinastia dei Cometopuli e il conseguente scoppio di numerosi ribellioni nella regione costrinse i bizantini ad abbandonare l'area.
Tra 990 e 1000, si affermò Jovan Vladimir come principale e più potente nobile serbo. Dalla sua Antivari, situata sulla costa adriatica, egli era riuscito a portare sotto il suo controllo gran parte della Pomorje (Serbia costiera), compresa la Travunia e la Zaclumia. È possibile che il suo regno si estendesse a ovest e a nord, includendo anche alcune porzioni della "Zagorje" ("entroterra", Serbia interna e Bosnia). Lo storico bizantino Giorgio Cedreno definisce il regno di Vladimir come «'Trymalia' o 'Serbia'»; Secondo gli studiosi Radojicić e Ostrogorskij, i bizantini chiamavano "Zeta" la Serbia, mentre i suoi abitanti "serbi". La posizione preminente di Vladimir rispetto agli altri nobili slavi dell'area spiega perché l'imperatore Basilio II si rivolse a lui per costituire una coalizione anti-bulgara. Per via della guerra che stava compiendo al contempo in Anatolia, l'imperatore Basilio necessitava infatti di alleati per la sua guerra contro lo zar Samuele, il quale possedeva il grosso della Macedonia. Per rappresaglia, Samuele invase la Doclea nel 998 e si spinse attraverso la Dalmazia fino alla città di Zara, incorporando nel suo regno la Bosnia e la Serbia. Dopo aver sconfitto Vladimir, Samuele lo reintegrò come principe vassallo.

## Discendenza
Secondo la Cronaca del Prete di Doclea, Časlav ebbe una figlia, il cui nome però è ignoto. Ticomiro esercitò la sua autorità sulla terram Rassa (la Rascia).

## Influenza culturale
Il commediografo e scrittore serbo Stevan Sremac (1855-1906) scrisse nel 1903 l'opera intitolata Veliki župan Časlav e incentrata sul sovrano Časlav.

### Esplicative
1. ↑  Regno [e morte]. Vladimir Ćorović data la sua ascesa al 927 o poco dopo (Ćorović (2001)), Georgij Ostrogorskij, ripreso da John Fine, al 927 o 928 (Fine (1991), p. 159). Ćorović data la sua morte intorno al 960, così come Fine (Ćorović (2001); Fine (1991), p. 159).
2. ↑  Ticomiro: L'unica menzione a Ticomiro è tratta dalla Cronaca del Prete di Doclea. Le varie affermazioni imprecise e sbagliate presenti in quest'ultima opera la rendono una fonte inaffidabile, tanto che la maggioranza degli storici moderni ritiene che si tratta principalmente un'opera di fantasia o di un pio desiderio, circostanza che giustificherebbe il tono religioso del testo. Una delle principali controversie riguarda l'«Arcivescovado di Antivari», che non esisteva tra il 1142 e il 1198, periodo in cui presumibilmente Grgur, l'autore, era arcivescovo. L'opera enumera i governanti serbi menzionati nel De administrando imperio, ma si contraddice in merito alla suddivisione e alla distribuzione degli slavi meridionali. Nondimeno, offre comunque una testimonianza preziosa sulla storia slava meridionale. Le copie più antiche del manoscritto risalgono al XVII secolo, motivo per cui le affermazioni in essa presente risultano dalla dubbia veridicità.
3. ↑  Nome: La prima attestazione del suo nome è il greco Tζεέσθλαβος, mentre la versione corrispondente in latino è Caslavus e in serbo Časlav. Discendente della dinastia dei Vlastimirović e figlio di Clonimiro, quindi, seguendo le consuetudini dell'epoca il suo nome completo risulterebbe "Časlav Klonimirović Vlastimirović".

### Bibliografiche
1. 1 2 3 4  Fine (1991), p. 141.
2. 1 2 3  (EN) Đ. Đekić, Why did prince Mutimir keep Petar Gojnikovic?, in Teme, vol. 33, n. 2, 2009,  pp. 683-688.
3. 1 2  Ćirković (2004), p. 15.
4. 1 2  Ćorović (2001), cap. 2, V: Срби између Византије, Хрватске и Бугарске.
«Intorno all'890, Petar Gojniković fuggì dalla Croazia e raggiunse la Serbia dopo la morte di Mutimiro. Egli rovesciò il figlio ed erede di Mutimiro, Pribislavo, si stabilì nel paese e mantenne il trono per più di un quarto di secolo. I tre figli di Mutimiro cercarono rifugio dai croati e lì chiesero asilo e supporto. Il tentativo del fratello di mezzo Bran di rovesciare Petar con il sostegno croato non ebbe successo e avvenne intorno all'894. Lo stesso Bran sarebbe stato catturato e accecato. Fallì pure il tentativo di Clonimiro, che irruppe dalla Bulgaria e conquistò la città di Dostinica intorno all'896. Petar, la figura più carismatico, resistette a tutti. Apparentemente ruppe i rapporti con i croati, malgrado essi gli giurarono fedeltà fin dall'inizio, probabilmente perché prima anelavano a una ricompensa per le proprie azioni, salvo poi aiutare i pretendenti al trono. All'inizio Petar, probabilmente tramite suo padre o zio o parenti lì, si avvicinò ai bulgari e divenne amico del loro nuovo sovrano Simeone (dall'893). Sicuro su quel lato, iniziò ad espandersi verso ovest, a spese dei governanti di Hum e Neretlia.»
5. ↑  Teofane Continuato, p. 312.
6. 1 2 3  Vlasto (1970), p. 209.
7. 1 2 3 4 5  Fine (1991), p. 153.
8. 1 2 3 4 5 6 7 8  Fine (1991), p. 159.
9. ↑  Fine (1991), p. 160.
10. 1 2 3 4  Stephenson (2000), p. 39.
11. 1 2 3 4 5 6 7  Ćorović (2001).
12. ↑  Ćirković (2004), pp. 40-41.
13. ↑  Krsmanović (2008), p. 189.
14. 1 2  Stephenson (2003a), p. 42.
15. 1 2  Stephenson (2003b), p. 122.
16. ↑  Nesbitt e Oikonomides (1991), pp. 100-101.
17. ↑  (EL, LA) Giorgio Cedreno, Georgius Cedrenus, a cura di Immanuel Bekker, vol. 2, Weber, 1839,  p. 463.
18. ↑  (BS) Nikola Banasevic, Letopis popa Dukqanina i narodna predawa [Cronaca del Prete di Doclea e racconti popolari],  p. 79.
19. 1 2  Živković (2006), p. 57.
20. ↑   Stevan Sremac, Veliki župan Časlav, Izd. Matice srpske, 1903.

### Fonti primarie
- Teofane Continuato, Theophanes continuatus, Joannes Cameniata, Symeon Magister, Georgius Monachus... ex recognitione Immanuelis Bekkeri, Bonn, E. Weber, 1838.
- Costantino Porfirogenito, De administrando imperio, a cura di Gyula Moravcsik, traduzione di Romillyi J. H. Jenkins, Dumbarton Oaks Center for Byzantine Studies, 1967, ISBN 978-0-88402-021-9.
- John Nesbitt e Nicolas Oikonomides, Catalogue of Byzantine Seals at Dumbarton Oaks and in the Fogg Museum of Art, 1: Italy, North of the Balkans, North of the Black Sea, Washington DC, Dumbarton Oaks Research Library and Collection, 1991, ISBN 0-88402-194-7.
- Ferdo Šišić (a cura di), Cronaca del prete di Doclea, Belgrado-Zagabria, Accademia reale serba, 1928.
- Tibor Živković (a cura di), Gesta Regum Sclavorum, vol. 2, Belgrado-Nikšić, Istituto di Storia, Monastero di Ostrog, 2009.

### Fonti secondarie
- (EN) Sima Ćirković, The Serbs, Malden, Blackwell Publishing, 2004, ISBN 978-14-05-14291-5.
- (HR) Vladimir Ćorović, Srbi između Vizantije,  Hrvatske i Bugarske [I Serbi tra Bisanzio, la Croazia e la Bulgaria], ed. online, Belgrado, 2001.
- (EN) John Van Antwerp Jr. Fine, The Early Medieval Balkans: A Critical Survey from the Sixth to the Late Twelfth Century, Ann Arbor, University of Michigan Press, 1991, ISBN 0-472-08149-7.
- (EN) Bojana Krsmanović, The Byzantine Province in Change: On the Threshold Between the 10th and the 11th Century, Belgrado, Institute for Byzantine Studies, 2008, ISBN 978-96-03-71060-8.
- (EN) Paul Stephenson, Byzantium's Balkan Frontier: A Political Study of the Northern Balkans, 900-1204, Cambridge University Press, 2000, ISBN 978-0-521-02756-4.
- (EN) Paul Stephenson, The Legend of Basil the Bulgar-Slayer, Cambridge, Cambridge University Press, 2003a, ISBN 978-05-21-81530-7.
- (EN) Paul Stephenson, The Balkan Frontier in the Year 1000, in Byzantium in the Year 1000, BRILL, 2003b,  pp. 109-134, ISBN 978-90-04-12097-6.
- (EN) Alexis P. Vlasto, The Entry of the Slavs into Christendom: An Introduction to the Medieval History of the Slavs, Cambridge, Cambridge University Press, 1970, ISBN 978-05-21-07459-9.
- (SR) Tibor Živković, Портрети српских владара: IX-XII век [Ritratti di sovrani serbi (secoli IX-XII)], Belgrado, Zavod za udžbenike, 2006, ISBN 86-17-13754-1.